# Mibu
Mibu (japanska: 壬生町?, Mibu-machi) är en landskommun (köping)  i Tochigi prefektur i Japan. 